# 巴里·莱斯特
巴里·莱斯特（英語：Barrie Lester，1982年1月24日—），澳大利亚男子草地滚球运动员。他曾代表澳大利亚参加2006年、2018年和2022年英联邦运动会草地滚球比赛，共获得三枚银牌和一枚铜牌。